# Roy Heiner
Roy Heiner (Virginia, Sudáfrica, 22 de noviembre de 1960) es un deportista neerlandés que compitió en vela en las clases Finn y Soling. 
Participó en cuatro Juegos Olímpicos de Verano, entre los años 1988 y 2000, obteniendo una medalla de bronce en Atlanta 1996, en la clase Finn, el séptimo lugar en Seúl 1988 (Finn) y el cuarto en Sídney 2000 (Soling).
Ganó una medalla de bronce en el Campeonato Mundial de Soling de 1999 y dos medallas en el Campeonato Europeo de Soling, oro en 1999 y bronce en 1990. También obtuvo una medalla de plata en el Campeonato Mundial de Finn de 1988.

## Palmarés internacional
| Juegos Olímpicos   | Juegos Olímpicos         | Juegos Olímpicos  | Juegos Olímpicos |
| Año                | Lugar                    | Medalla           | Clase            |
| ------------------ | ------------------------ | ----------------- | ---------------- |
| 1996               | Atlanta (Estados Unidos) | Medalla de bronce | Finn             |
| Campeonato Mundial |                          |                   |                  |
| Año                | Lugar                    | Medalla           | Clase            |
| 1988               | Ilhabela (Brasil)        | Medalla de plata  | Finn             |

| Campeonato Mundial | Campeonato Mundial    | Campeonato Mundial | Campeonato Mundial |
| Año                | Lugar                 | Medalla            | Clase              |
| ------------------ | --------------------- | ------------------ | ------------------ |
| 1999               | Melbourne (Australia) | Medalla de bronce  | Soling             |
| Campeonato Europeo |                       |                    |                    |
| Año                | Lugar                 | Medalla            | Clase              |
| 1990               | Prien (RFA)           | Medalla de bronce  | Soling             |
| 1999               | Sandefjord (Noruega)  | Medalla de oro     | Soling             |